# Смирнов, Николай Иванович (протоиерей)
Смирно́в Никола́й Ива́нович (6 [18] мая 1864 года, Рязанская губерния — май 1942 года, Гатчина, Ленинградской области) — протоиерей Русской православной церкви.

## Семья, образование
Родился в семье псаломщика. Окончил Рязанское духовное училище, затем — Рязанскую духовную семинарию, а в 1890 году — Санкт-Петербургскую духовную академию со степенью кандидата богословия
В семье отца Николая были дети:
- Александр (родился в 1891 году).
- Георгий (родился в 1900 году).
- Мария (родился в 1902 году).
- Владимир (28 октября (10 ноября) 1903—1990) — краевед, основатель краеведческого музея в Ленинградском сельскохозяйственном институте[1].

## Служба
16 (28) августа 1891 года Николай Смирнов был назначен в Александро-Невское духовное училище в Санкт-Петербурге надзирателем; 21 января (2 февраля) 1893 года — учителем русского языка, а 2 (14) августа того же года — помощником смотрителя.
22 октября (3 ноября) 1899 года он был рукоположён в священники к Царскосельскому Екатерининскому собору. Одновременно (до 1918 года) являлся законоучителем: Царскосельской Екатерининской церковно-приходской школы (с 1 [13] октября 1900 года), Царскосельского Дома призрения бедных в память Синебрюховых (с 1 [13] сентября 1901 года) и Царскосельской женской гимназии (с 1 [13] октября 1904 года)
С 7 (20) ноября 1902 года отец Николай был духовным следователем 1-го округа Царскосельского уезда, а 11 (23) февраля 1910 года стал благочинным округа.
С 15 (28) января 1902 года участвовал в деятельности Царскосельского епархиального братства в качестве члена совета братства.
4 (17) ноября 1916 года протоиерей Николай стал настоятелем Екатерининского собора.
В связи с тем, что в Детском Селе было сильно иосифлянское движение, а также в связи с неустойчивой позицией епископа Григория (Лебедева) протоиерей Николай 13 марта 1928 года вместе с делегатами от православных приходов Гатчины лично посетил Заместителя Патриаршего местоблюстителя митрополита Сергия (Страгородского) и получил письменное заверение о сохранении чистоты православного исповедания, авторитета и свободы Патриаршей Церкви.
В марте 1935 года был выслан из Ленинградской области, по возвращении проживал в Пушкине до начала Великой Отечественной войны.
Когда осенью 1941 года на оккупированной территории были возобновлены богослужения в Спасо-Преображенской церкви в Тярлево и Никольском соборе Павловска, престарелый протоиерей Николай помогал служившему в этих храмах протоиерею Иоанну Коляденко. В январе 1942 года отец Николай из-за голода переехал в Гатчину, где и скончался через четыре месяца.
Из воспоминаний о сыне протоиерея Николая, Владимире (об оставленном в Пушкине доме священника):
Вскоре после освобождения Пушкина В. Н. Смирнов получил трехдневный отпуск для посещения города и выяснения судьбы родных. Его взору предстала картина разрушений. Увидел знакомый дом. Сердце забилось, хотелось взбежать по деревянной лестнице со двора, но не было даже входной двери: все, что могло гореть, ушло на дрова. Зашел в квартиру с Пушкинской улицы — там был парадный вход. Квартира была почти пуста, кругом — следы погрома. На полу валялся портрет отца. Бережно поднял его. В центре комнаты свалены в кучу перерытые книги. Среди книг томик Тынянова. И вдруг, о чудо, посреди книжного развала увидел, как жемчужину, маленькую неброскую книжечку. Это был экземпляр сборника «Северные цветы», издававшегося Дельвигом в 1827 году, с журналом сотрудничал А.С.Пушкин (позже В. Н. Смирнов подарил его лицею).

## Награды, знаки отличия

### Церковные, богослужебные награды
- 6 (18) ноября 1899 года — набедренник;
- 10 (22) января 1900 года — скуфья;
- 6 (19) мая 1901 года — камилавка;
- 6 (19) мая 1904 года — синодальный наперсный крест;
- 6 (19) мая 1906 года — сан протоиерея;
- 30 июля (12 августа) 1909 года — золотой наперсный крест с драгоценными украшениями из Кабинета его величества;
- 1916 год — наперсный крест с драгоценными украшениями от прихожан Екатерининского собора;
- 6 (19) мая 1916 года — палица «за заслуги по духовному ведомству»;

### Светские награды
- 6 (18) мая 1898 года — орден Святого Станислава 3-й степени;
- 6 (19) мая 1909 года — орден Святой Анны 3-й степени;
- 6 (19) мая 1913 года — орден Святой Анны 2-й степени;
- 6 (19) мая 1914 года — орден Святого Владимира 4-й степени;
- 6 (19) мая 1916 года — право ношения знака Красного Креста. По соизволению императрицы Марии Фёдоровны и постановлению главного управления Российского общества Красного Креста.

## Труды
- Сплетский архиепископ Марк Антоний de Dominis и его сочинение «De republica ecclesiastica»: [Канд. дисс.]. — СПб., 1890. — (Рукопись).